# Stosunki polsko-kanadyjskie

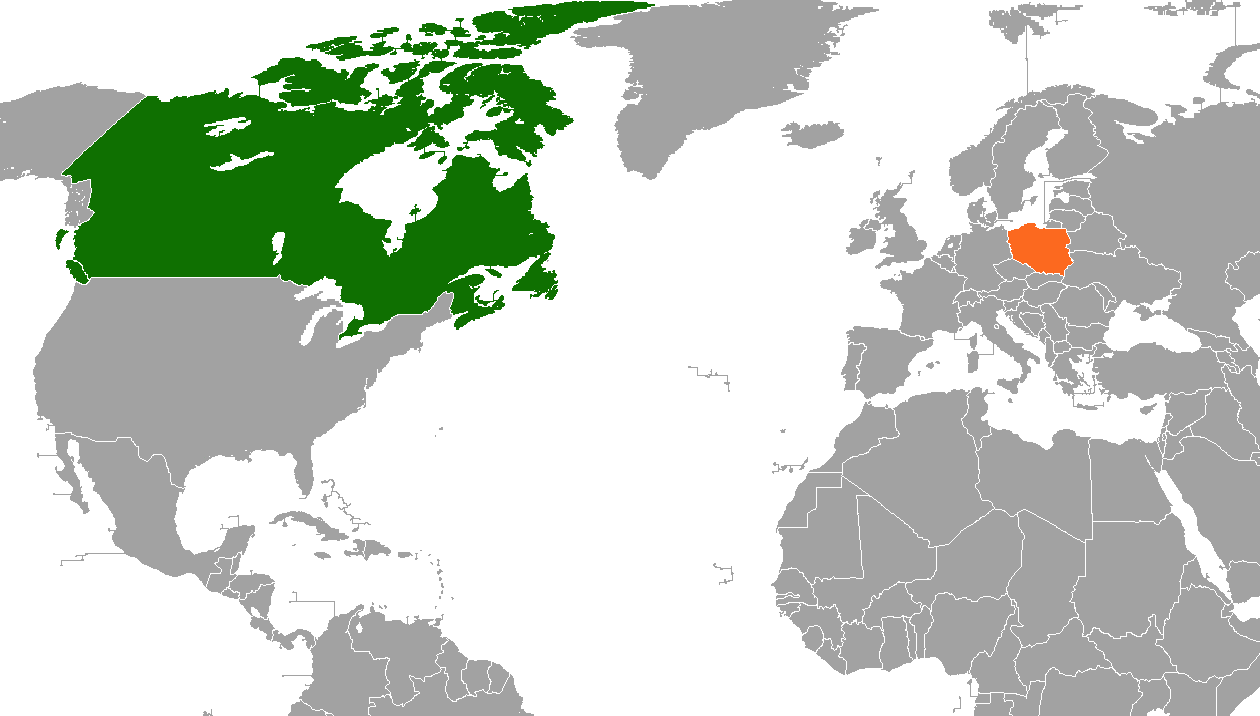
Położenie geograficzne Polski i Kanady

Stosunki polsko-kanadyjskie obejmują kontakty polityczne oraz współpracę w zakresie gospodarki, obronności, nauki i kultury. 

## Rys historyczny
Stosunki dyplomatyczne między Polską a Kanadą zostały nawiązane w 1919 roku. W tym samym roku założony został konsulat generalny w Montrealu. W 1933 roku placówkę tę przeniesiono do Ottawy, zaś w 1942 roku podniesiono ją do rangi poselstwa. 
Nowy etap w historii dwustronnych stosunków rozpoczął się po 1989 roku. Kanada udzieliła poparcia polskim aspiracjom euroatlantyckim i była pierwszym krajem członkowskim, który ratyfikował dokumenty akcesyjne Polski do NATO.

## Współpraca polityczna

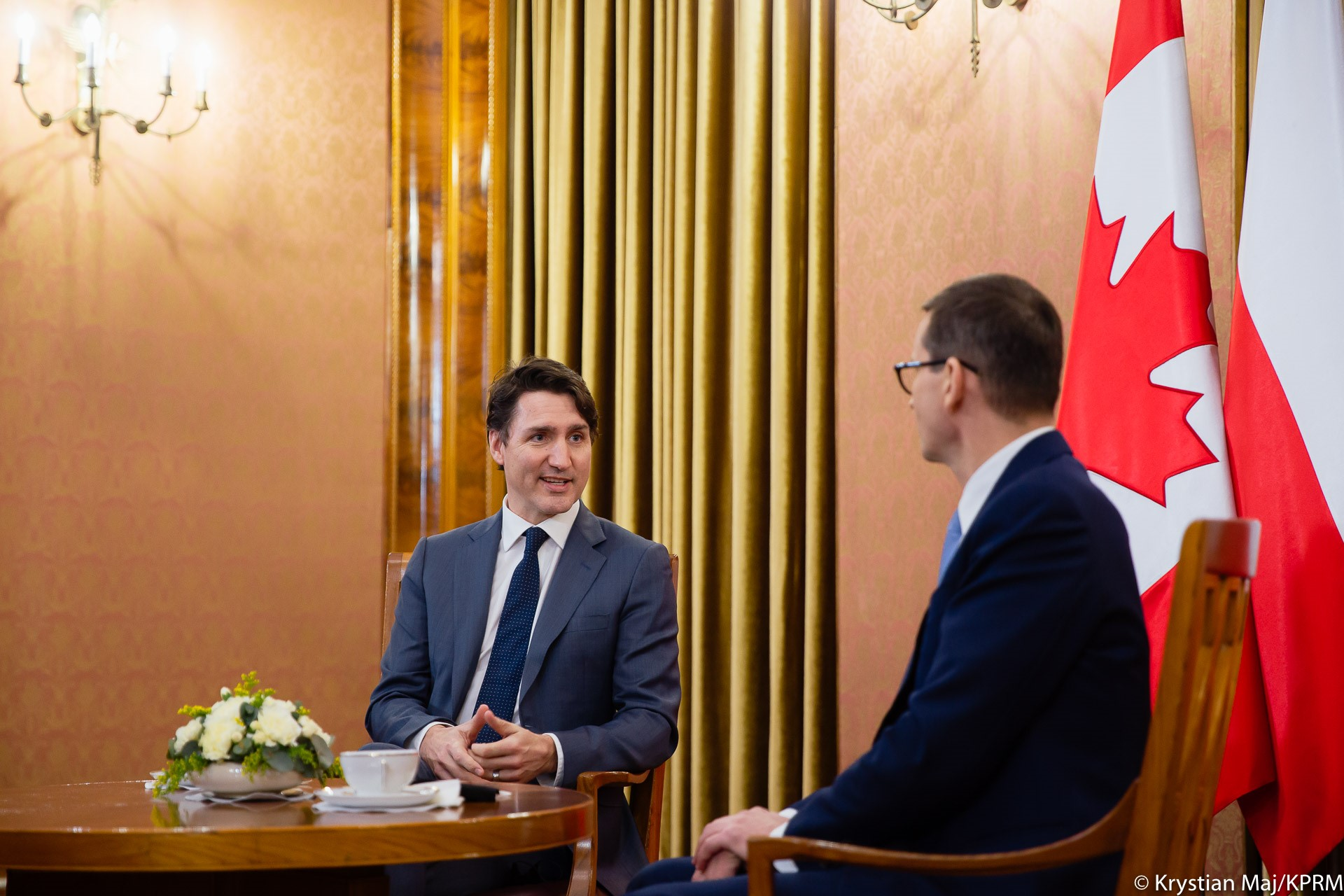
Spotkanie premiera Polski Mateusza Morawieckiego i premiera Kanady Justina Trudeau w Warszawie, 2022

Polsko-kanadyjski dialog polityczny realizowany jest na różnych szczeblach, w tym wizyty i spotkania na szczeblu głów państw, szefów rządów i przewodniczących parlamentów. Wśród obszarów współpracy znajdują m.in. kwestie bezpieczeństwa w kontekście wspólnego członkostwa w NATO, demokratyzacji i gospodarki. Oba kraje popierają suwerenność Ukrainy oraz sankcje przeciwko Rosji.

## Współpraca wojskowa
Istotnym aspektem stosunków polsko-kanadyjskich jest współpraca wojskowa. W latach 2014–2017 w Drawsku Pomorskim w ramach operacji NATO Reassurance stacjonowało ok. 200 żołnierzy kanadyjskich. W czerwcu 2017 roku wojska obu krajów rozpoczęły udział w Batalionowej Grupy Bojowej NATO eFP na Łotwie. Współpraca obejmuje także wspólne szkolenia i ćwiczenia wojskowych  (np. udział polskich żołnierzy w ćwiczeniu Maple Resolve 18 czy kanadyjskich żołnierzy w corocznych manewrach wojskowych ANAKONDA) oraz wsparcie dla wojsk ukraińskich.

## Współpraca gospodarcza
Polska jest kluczowym partnerem handlowym Kanady w regionie Europy Środkowo-Wschodniej. W 2022 roku poziom obrotów handlowych przekroczył 2,5 mld USD, przy czym wartość polskiego eksportu do Kanady wyniosła ponad 1,6 mld USD. Również w poprzednich latach Polska utrzymywała dodatnie saldo bilansu handlowego. Tym samym Kanada znalazła się na 31. miejscu wśród największych odbiorców polskiego eksportu oraz na 49. miejscu wśród importerów. Rok później wartość obrotów handlowych wzrosła do 2,85 mld USD (ponownie odnotowano dodatnie saldo po stronie polskiej).
Wartość kapitału kanadyjskiego zainwestowanego w Polsce na koniec 2022 roku wyniosła 346,7 mln USD, zaś wartość polskich inwestycji bezpośrednich w Kanadzie w tym samym czasie wyniosła 624,7 USD. Jednym z przykładów polsko-kanadyjskiej współpracy gospodarczej projekt Baltic Power realizowany przez PKN Orlen we współpracy z kanadyjską firmą Northland Power Inc. Projekt ten zakłada budowę morskiej farmy wiatrowej na Bałtyku o mocy do 1,2 GW (planowane oddanie do użytku przewiduje się w 2026 roki). Od 2010 roku największym polskim inwestorem w Kanadzie jest KGHM Polska Miedź.
W 2025 roku podpisano dwustronną umowę dotyczącą współpracy w zakresu energii jądrowej.

## Baza traktatowa
Wśród umów i porozumień dwustronnych zawartych między oboma państwami należy wymienić m.in.:
- umowę w sprawie popierania i wzajemnej ochrony inwestycji (1990)
- umowę o wzajemnej pomocy prawnej w sprawach karnych (1994)
- porozumienie w sprawie współpracy w dziedzinie uzbrojenia i sprzętu wojskowego (2003)
- umowę o zabezpieczeniu społecznym (2008)
- umowę między o wspieraniu mobilności młodych obywateli (2008)
- konwencję w sprawie unikania podwójnego opodatkowania i zapobiegania uchylaniu się od opodatkowania w zakresie podatków od dochodu (2012)

## Polonia

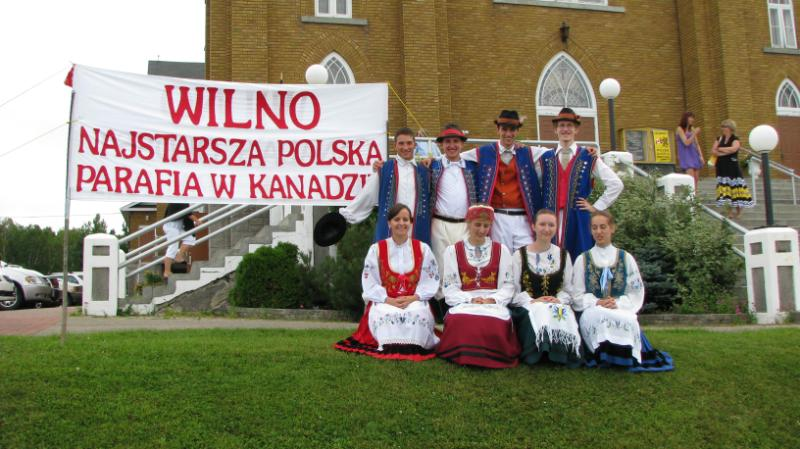
Polonia kanadyjska

Polonia kanadyjska liczy ponad milion osób. Wśród czołowych organizacji i instytucji polonijnych znajdują się m.in.: Kongres Polonii Kanadyjskiej, Polski Instytut Naukowy w Kanadzie i Kanadyjsko-Polski Instytut Badawczy.
W Ontario znajduje się pierwsza polska osada w Kanadzie (Wilno) założona w 1858 roku przez kaszubskich migrantów.